# Eldorado (2016)
Eldorado é um documentário luxemburguês realizado e escrito por Rui Eduardo Abreu, Thierry Besseling e Loïc Tanson e protagonizado por Jonathan Latron Loureiro, Carlos Borges, Isabel Oliveira e Fernando Santos. Foi exibido no Festival de Cinema da Cidade do Luxemburgo a 26 de fevereiro de 2016 e estreou-se nos cinemas do país a 16 de março do mesmo ano. O documentário relata sobre a emigração portuguesa no Luxemburgo.

## Elenco
- Jonathan Latron Loureiro
- Carlos Borges
- Isabel Oliveira
- Fernando Santos